# Patrick Favre (musicien)
Pour les articles homonymes, voir Patrick Favre et Favre.
Patrick Favre est un pianiste et compositeur de jazz français né en 1960 à Avignon

## Biographie
Après une formation classique au conservatoire d'Avignon, Patrick Favre se passionne pour le jazz en participant à différentes formations. Depuis 1989, il s'est régulièrement produit en duo avec le contrebassiste Louis Petrucciani, le contrebassiste Jean-René Dalerci, et le saxophoniste Charles Tyler. En 1995, il rencontre le clarinettiste Perry Robinson, et réalise avec lui, en duo, plusieurs concerts et enregistrement live du disque Mouvement. Parallèlement, il joue ses compositions en trio. En 2003, il enregistre le disque Danse nomade, au côté du contrebassiste Éric Surménian et du batteur Frédéric Jeanne. En 2006, le disque Intense au côté du contrebassiste Guillaume Séguron et du batteur Marc Mazzillo. Aujourd'hui, son trio est formé avec Gildas Boclé à la contrebasse et Karl Jannuska à la batterie, avec qui il enregistre en 2010 le disque Humanidade, puis en 2012 le disque Origines, avec le guitariste Pierre Perchaud en invité.

## Discographie
- 1994 : Mouvement (Bleu regard / Orkhestra)
- 2003 : Danse nomade (Axolotl Jazz /  Frémeaux & Associés)
- 2006 : Intense (AxolotlJazz / Abeille musique)
- 2010 : Humanidade (Axolotl Jazz / Frémeaux & associés)
- 2012 : Origines (Axolotl Jazz / Frémeaux & associés)